# Irma Seikkula
Irma Seikkula (14 de mayo de 1914 – 8 de julio de 2001) fue una actriz finlandesa.

## Biografía

### Inicios
Nacida en Helsinki, Finlandia, sus padres eran los farmacéuticos Yrjö Weikko Seikkula y Ragnhild Sylvia Wilenius, y ella era la mayor de tres hermanos. Su padre había practicado artes escénicas en la Ópera Nacional de Finlandia, y tenía voz de barítono, y falleció cuando ella tenía diez años, quedando la familia en una situación económica apurada. Irma Seikkula, interesada desde niña en el teatro, vio a su tía actuar en el Teatro Sueco en la obra Lintu Sininen. Esta experiencia la llevó a comenzar clases de oratoria impartidas por Hilda Pihlajamäki. A los 18 años ingresó en la actual Academia de Teatro de la Universidad de las Artes de Helsinki, donde estudió entre 1932 y 1934. Se graduó actuando en la obra Pohjalaisia con el papel de Maija.

### Carrera teatral
Seikkula inició su carrera teatral actuando en 1934 en el Kaupunginteatteri de Kotka, con el que participó en largas giras rurales. Entre sus éxitos figuran el papel de Elisabeth Bergner en Älä jätä minua koskaan. Otros papeles en Kotka fueron el Ilona en Niskavuoren naiset y el protagonista en Vedenpaisumus.
En el año 1937 se incorporó al Teatro de Tampere, al tiempo que empezaba a trabajar en el cine. Durante la Segunda Guerra Mundial vivió en Helsinki. Por invitación de Eino Salmelainen continuó su carrera teatral en el Työväen Teatteri de Tampere, donde permaneció entre 1947 y 1951. En dicho teatro encarnó a Sonja en Crimen y castigo y a la protagonista en Sudenmorsian.
En el 50 aniversario del Työväen Teatteri fue la protagonista de Tohvelisankarin rouva. Junto a su esposo, Toivo Mäkelä, a principios de la década de 1950 actuó en varias obras de éxito. Fue Ofelia en la tragedia de William Shakespeare Hamlet, que protagonizaba Mäkelä. Otra obra representada por la pareja fue Niskavuoren Hetan. En el TTT también trabajó en la pieza de Minna Canth Anna Liisa, como el personaje titular. 
Seikkula fue también una de las fundadoras del Teatro de Verano Pyyniki, junto a Yrjö Kostermaa, Eila Pehkonen y Toivo Mäkelä.
Seikkula y su esposo volvieron a Helsinki en 1952, donde empezaron a trabajar en el Intimiteatteri. Una de las destacadas obras que representó fue la de Eugene Ionesco Las sillas. Debido a las dificultades económicas del Intimiteatteri, Seikkula y Mäkelä pasaron al Kansanteatteri de Helsinki, donde actuaron entre 1955 y 1958. Sin embargo, en años posteriores ella volvió a actuar en el Intimiteatteri.
A principios de la década de 1960 Seikkula fue actriz de radioteatro. Además, en 1962 empezó también su larga trayectoria en el teatro televisado, que terminó en 1979. Protagonizó docenas de producciones teatrales televisadas, entre ellas Elävä ruumis y Kustaa Vaasa (1969). 
Una de sus actuaciones más relevantes llegó con la adaptación de la novela de Maja Ekelöf Siivoojan raportti (1971). En 1976 Seikkula interpretó a una alcohólica en la pieza de Walentin Chorell Pullonpohja. Su última obra teatral televisada fue Viimeinen raja, con un papel de madre moribunda muy elogiado por la crítica.
Aunque retirada de la televisión, Seikkula siguió como actriz invitada del Teatro Nacional de Finlandia hasta los años 1990, donde trabajó en piezas como Onnenseitissä, de Maria Jotuni, su última obra como actriz.

### Carrera en el cine
El director Nyrki Tapiovaara la descubrió cuando buscaba una actriz para protagonizar la película Juha (1937). Tapiovaara había leído críticas teatrales positivas para la actriz, pero ella no estaba entusismada con el personaje de la película. Sin embargo, fue muy bien recibida su actuación, aunque la cinta no tuvo un gran éxito en taquilla.
Mientras trabajaba en el teatro en Kotka llamó también la atención del director Valentin Vaala. Vaala le ofreció el papel protagonista en Juurakon Hulda (1937), cinta que fue su gran oportunidad en el cine. Seikkula actuó junto a Tauno Palo. Juurakon Hulda tuvo más de un millón de espectadores, y es una de las películas de mayor éxito del cine finlandés.
En 1938 Seikkula tuvo uno de los primeros papeles de la comedia Markan tähden, en la que actuaban Uuno Laakso, Birgit Kronström y Kullervo Kalske. A continuación volvió a coincidir con Kalske en Avoveteen (1939). 
A finales de los años 1930 Seikkula era una de las actrices favoritas del público, de la crítica y de los cineastas. Tras la Guerra de invierno, Seikkula dejó el teatro en Tampere y se mudó a Helsinki. En 1940 recibió un contrato mensual de la productora Suomi-Filmi, y ese mismo año actuó en Jumalan myrsky, siendo muy positivas las críticas recibidas. En marzo de 1941 se estrenó Viimeinen vieras, considerando la crítica su actuación mejorable.
En septiembre de 1942 Seikkula fue protagonista femenina de Synnin puumerkki, y en octubre se estrenó Yli rajan, un drama patriótico típico de la época bélica. La película fue premiada en el Festival Internacional de Cine de Venecia. 
En noviembre de 1942 hizo un viaje de tres semanas por Europa Central con un grupo de actores y directores finlandeses, visitando estudios cinematográficos en Berlín, Múnich y Viena. El punto culminante de la visita a Alemania fue una cena con el ministro Joseph Goebbels. Al siguiente año trabajó en las películas Keinumorsian y Miehen kunnia.
Seikkula interpretó en 1947 un doble papel en una película basada en una novela de Maila Talvio Pimeänpirtin hävitys. Fue un trabajo exigente pero agradable para la actriz, que fue elogiada por la crítica. 
Sin embargo, a partir de mediados de siglo fue disminuyendo sus actuaciones para la gran pantalla, haciendo cada vez más papeles de reparto. En 1951 actuó en Pitkäjärveläiset, y fue protagonista en ...ja Helena soittaa (1952) y Pää pystyyn Helena (1957). Cuando cayó la producción cinematográfica finlandesa en los años 1960, Seikkula trabajaba como actriz de reparto en películas protagonizadas por intérpretes como Pirkko Mannola y Anneli Sauli. Una de las excepciones fue su trabajo en la película de Rauni Mollberg Aika hyvä ihmiseksi (1977), con la cual Seikkula obtuvo un Premio Jussi a la mejor actriz. Su marido, que también actuaba en la cinta, recibió otro Premio Jussi.
En 1981 Seikkula tuvo un papel de reparto en la serie televisiva juvenil Iris Klewe, y en 1995 y 1996 fue la señora Brunberg en otra serie, Kotikatu.
Como premio a su trayectoria artística, recibió la Medalla Pro Finlandia en el año 1965.

### Vida privada
Irma Seikkula se casó con su colega  Toivo Mäkelä en la primavera de 1944. La pareja tuvo tres hijos: Juha (1944), Maarita (1945) y Markku Mäkelä (1949). La familia, que vivía en Tampere, se mudó a Helsinki en 1952. Seikkula enviudó en 1979, y vivió en el distrito de Vuosaari, en Helsinki, durante casi medio siglo.
Irma Seikkula falleció en Helsinki en 2001, a los 87 años de edad, siendo enterrada junto a su marido en el Cementerio de Malmi, en la capital finlandesa (cuadra 30, línea 4, tumba 125).

## Filmografía (selección)
- 1937 : Juha
- 1937 : Juurakon Hulda
- 1938 : Markan tähden
- 1939 : Avoveteen
- 1939 : Rikas tyttö
- 1940 : Jumalan myrsky
- 1941 : Viimeinen vieras
- 1942 : Varaventtiili
- 1942 : Synnin puumerkki
- 1942 : Yli rajan
- 1943 : Miehen kunnia
- 1943 : Keinumorsian
- 1947 : Pimeänpirtin hävitys
- 1951 : Pitkäjärveläiset
- 1952 : ...ja Helena soittaa
- 1953 : Kolmiapila
- 1955 : Villi Pohjola
- 1957 : Pää pystyyn Helena
- 1957 : Miriam
- 1957 : Kuriton sukupolvi
- 1960 : Opettajatar seikkailee
- 1961 : Pikku Pietarin piha
- 1961 : Kultainen vasikka
- 1962 : Älä nuolase...
- 1962 : Vaarallista vapautta
- 1963 : Totuus on armoton
- 1967 : Työmiehen päiväkirja
- 1968 : Punahilkka
- 1969 : Näköradiomiehen ihmeelliset siekailut
- 1975 : Kuolleista herännyt
- 1977 : Aika hyvä ihmiseksi